# Мала Річкалова
Мала Річка́лова (рос. Малая Речкалова) — присілок у складі Ірбітського міського округу Свердловської області.
Населення — 80 осіб (2010, 106 у 2002).
Національний склад населення станом на 2002 рік: росіяни — 82 %.
Стара назва — Річкалова.